# Bresilioidea
Bresilioidea é uma superfamília da ordem Decapoda que agrupa diversos géneros de camarões pertencentes a pelo menos cinco famílias distintas. O grupo aparenta ser polifilético, já que não é segura a ancestralidade comum das famílias nele incluídas.